# Černý potok (přítok Divoké Orlice)
Černý potok (polsky Czarny Potok) – je horský potok v Orlických horách v královéhradeckém kraji. Téměř celý tok se nalézá v katastru obce Orlické Záhoří a tvoří státní hranici České republiky a Polska.
Potok o délce asi 3,5 km patří do úmoří Severního moře a je pravostranným přítokem řeky Divoká Orlice na jejím horním toku. Pramen se nachází v jihovýchodní části Orlických hor, asi 900 m severovýchodně od vrcholu Malé Deštné, v nadmořské výšce kolem 860 m na severní straně Zadní hory. Potok zprvu plyne vsv. až východním směrem a po zhruba dvou kilometrech se stáčí k jihovýchodu až jihu. Necelého ½ km severozápadně od polské hájovny Orlica se ve výšce asi 714 m n. m. vlévá do Divoké Orlice, jež právě v tomto místě vstupuje z Polska též na české území, aby po následující tři desítky kilometrů představovala hranici mezi oběma zeměmi.
Potok nemá významnějších pojmenovaných přítoků ani se podél něho nerozkládají žádné vesnice či osady. Z české strany jde o odlehlou a špatně dostupnou lokalitu, pokrytou převážně smrkovým lesem, naproti tomu levý (polský) břeh alespoň sleduje silnice DW389, takzvaná „Sudetská silnice“ (polsky Autostrada Sudecka), v popisovaném úseku spojující vsi Zieleniec a Lasówka.
Ve střední části toku (řkm 0,8 – 2,6) je niva na české strany prohlášena přírodní rezervací Hraniční louka, za účelem ochrany vlhkých pcháčových a rašelinných luk.

## Fotogalerie

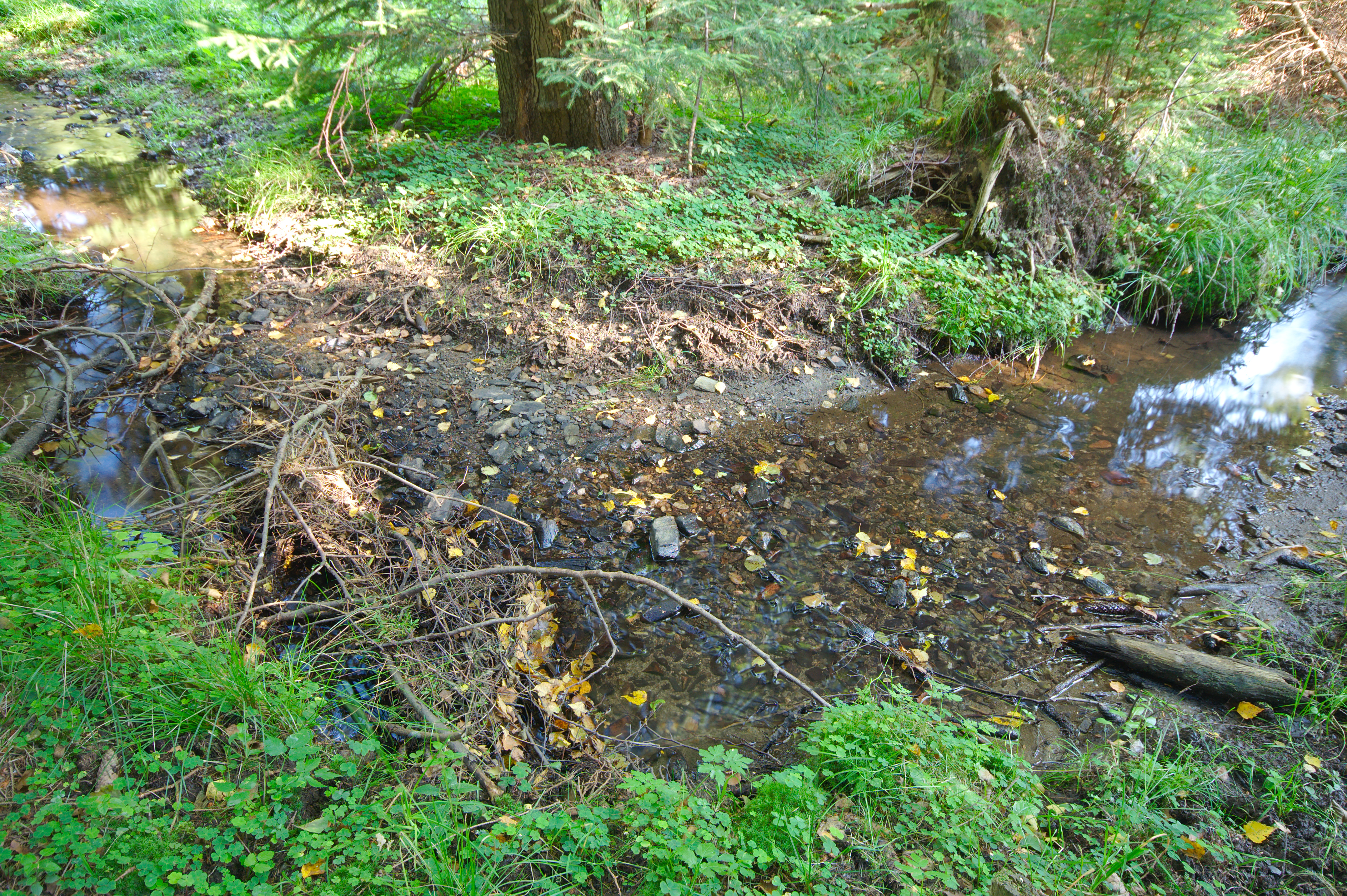
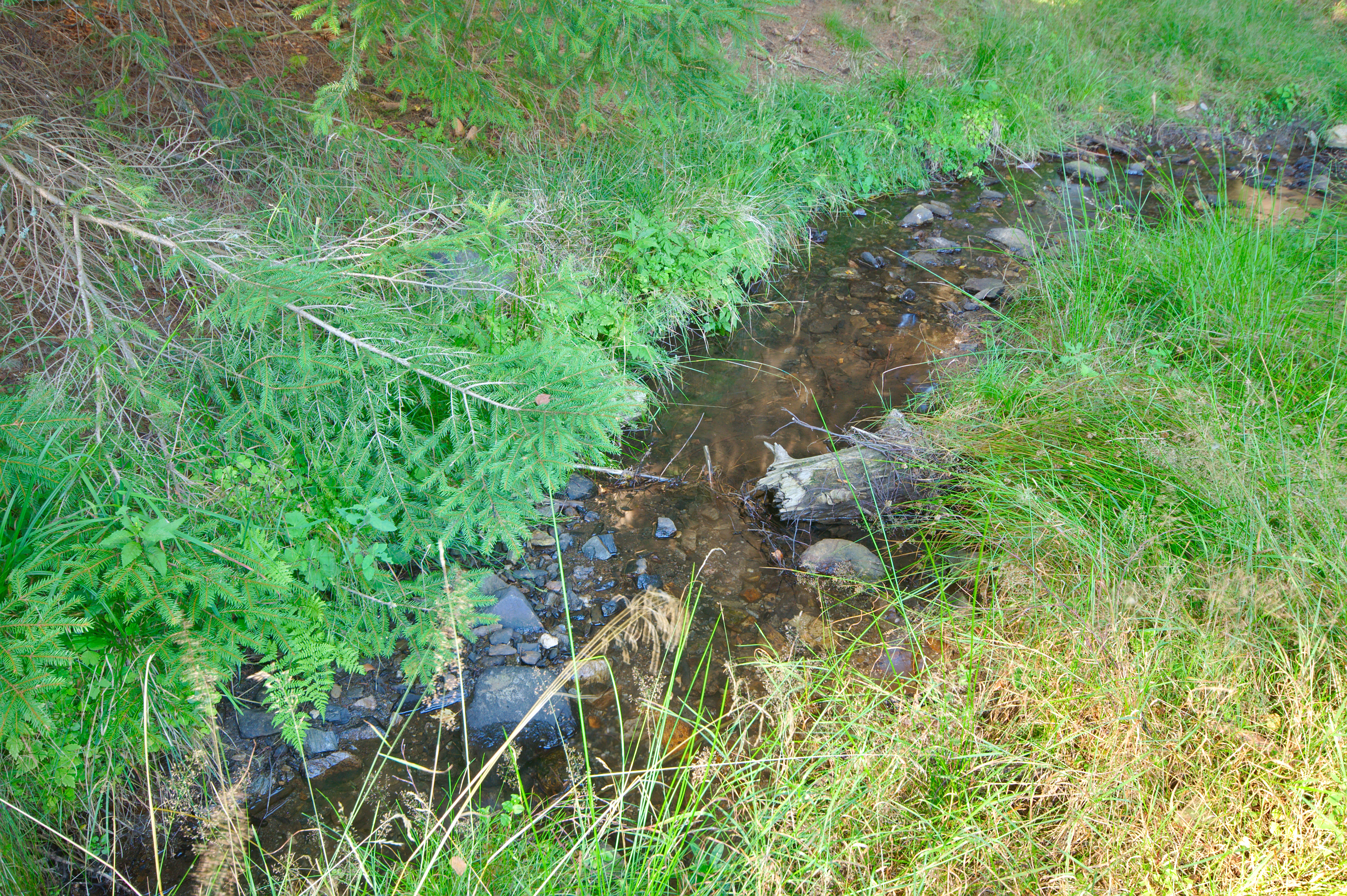